# Giacomo Agostini
Giacomo Agostini, anche noto come Ago e Mino (Brescia, 16 giugno 1942), è un pilota motociclistico italiano, vincitore di 15 campionati mondiali.
È il pilota più titolato nella storia del motomondiale.

## Biografia

### Gli inizi
Primogenito di quattro fratelli (con Gabriele, Mauro e Felice), Giacomo Agostini nacque in un ospedale di Brescia, dove la madre Maria Vittoria era stata prudenzialmente ricoverata in previsione di un parto difficoltoso. Il padre Aurelio svolgeva le funzioni di segretario comunale a Costa Volpino ed era altresì titolare di una piccola azienda di trasporti con chiatte e rimorchiatori sul Lago d'Iseo. In Val Camonica, e precisamente nella frazione Lanico del Comune di Malegno, trascorse i primi anni di vita, fino a quando la famiglia si trasferì a Lovere. Giacomo si è sempre ritenuto ed è sempre stato considerato da tutti, compresa la stampa, come nativo di Lovere, tanto che il dato viene spesso riportato erroneamente anche da alcune biografie.
Sin da bambino venne fortemente attratto dal mondo dei motori, ma fu costretto a limitare i suoi primi impegni agonistici a gare clandestinamente organizzate da ragazzini, in sella all'"Aquilotto" di famiglia, sulle strade sterrate e tortuose che costeggiavano il Lago d'Iseo, oppure nelle locali gare di gincana, a causa della ferma contrarietà del padre verso l'insicura, in tutti i sensi, carriera di pilota. Il primo contatto con la moto l'aveva avuto a nove anni, quando decise di "rubare" il "Galletto" di papà per compiere qualche giro in paese. Giunto nella piazza, cadde rovinosamente a terra appena dopo aver fermato il veicolo, non avendo previsto l'impossibilità di toccare terra con i piedi, determinata dall'ancora insufficiente statura. Con l'"Aquilotto", però, era un vero "mago" e riusciva regolarmente a battere gli specialisti della provincia nelle gincane organizzate in occasione delle sagre paesane. Riuscì anche a farsi regalare una Parilla da fuoristrada, ma il neo-istituito Trofeo Nazionale Gincane, riservato agli iscritti FMI, gli precluse la partecipazione alle competizioni più importanti.
Compiuti i 18 anni, età minima allora prevista in Italia per l'iscrizione, previa autorizzazione paterna, alle gare ufficiali, l'insistenza di Giacomo cominciò a farsi pressante. Il padre, forse temendo d'essere troppo severo, si consultò con l'anziano notaio di famiglia, per sentirne il parere in merito al proprio timore che la motocicletta fosse troppo pericolosa o potesse distrarre il figlio dallo studio. L'austero notaio, che era notoriamente saggio, ma anche discretamente sordo, intese "bicicletta" al posto di "motocicletta", e sentenziò: «Dai Aurelio, firma. Fagli fare dello sport. Lo sport fa bene, soprattutto ai giovani. Li tiene lontani da altre distrazioni, altri pericoli.»
Fu grazie a questa piccola "commedia degli equivoci" che Giacomo Agostini, nel 1961, riuscì ad avere la moto dei sogni suoi e di buona parte dei suoi coetanei: una Moto Morini 175 Settebello.
Anche l'acquisto della moto, però, non fu privo di ostacoli. In primo luogo per il fatto che il padre gli diede il permesso di acquistarla, ma non il denaro per farlo. Inizialmente Giacomo aveva scelto la MotoBi 175, ordinandola direttamente alla Casa pesarese, in quanto veniva fornita, su richiesta, già dotata di freni, gomme, cambio e carburatore adatti alle competizioni. Ma le settimane e i mesi passavano senza che la moto venisse consegnata e, nel timore di perdere l'inizio della stagione sportiva, Giacomo si recò presso la concessionaria Rovaris di Bergamo, acquistando un "Settebello" da strada, al prezzo di 500000 L., da pagarsi in 30 rate mensili.
La scelta della cilindrata era determinata dal fatto che la classe 175 era la maggiore prevista nei campionati juniores di velocità dell'epoca. Le rate della moto vennero onorate con i premi gara e, soprattutto, con le scommesse vinte nelle sfide motociclistiche sulla costiera del Lago d'Iseo.
Alcuni biografi ipotizzano che, se Agostini avesse iniziato prima a gareggiare, per poi debuttare nel Motomondiale a diciassette anni, come Ángel Nieto, avrebbe potuto raggiungere risultati ancora maggiori. Altri, all'opposto, sostengono che l'approccio più maturo al mondo delle corse consentì al pilota di unire il grande talento di guida ad una razionale concretezza tattica, costituendo così il necessario presupposto per gli strabilianti risultati ottenuti.

### L'esordio sportivo da privato
La prima gara ufficiale, a cui partecipò con la fiammante "Settebello" portando i colori del Moto Club Costa Volpino, fu la gara in salita "Trento-Bondone" del 18 luglio 1961, nella quale si classificò secondo, alle spalle del celebre "Scoiattolo della montagna", al secolo Attilio Damiani, campione italiano in carica e considerato imbattibile nelle cronoscalate. Seguirono altre gare con buoni piazzamenti e qualche caduta che, fortunatamente, non danneggiò seriamente la moto.
Nell'inverno il "Settebello" venne dotato di freno anteriore Oldani a doppia camma e il motore fu inviato alla casa madre per la necessaria elaborazione. Il primo contatto tra Agostini e la squadra corse della Moto Morini avvenne in una gara della Temporada Romagnola a Cesenatico, il 1º maggio 1962, e non fu dei migliori. Dopo aver ottenuto il miglior tempo nelle prove, la moto di Giacomo venne sabotata nottetempo, nel parco chiuso, da ignoti che tranciarono il congegno dell'acceleratore, rendendo impossibile la partecipazione alla gara.
Nel tentativo di trovare un pezzo di ricambio, Giacomo si precipitò nei box della Moto Morini, dove il direttore sportivo Dante Lambertini, privo del ricambio richiesto e dispiaciuto per l'atto antisportivo, a titolo consolatorio propose a Giacomo di effettuare qualche giro di pista con il muletto ufficiale, durante le prove libere del mattino. Dopo un solo giro di riscaldamento, il muletto guidato da Agostini abbassò ulteriormente il tempo di qualifica e, nel giro successivo, segnò il record della pista. Tanto bastò a Lambertini per affidare il muletto al giovane pilota affinché potesse disputare la gara. Inizialmente Agostini dominò la gara, ma dovette ritornare ai box per aver piegato la leva del cambio in una caduta, finendo al terzo posto. Questo episodio fu da lui attribuito alla mancanza di concentrazione dovuto alla nottata movimentata che aveva passato e determinò la scelta di un comportamento pre-gara "monastico" in tutta la carriera successiva. Infatti nonostante la sua passione per le donne, ricambiata vivamente dalle ammiratrici, Agostini divenne solito trascorrere i giorni precedenti la gara in totale astinenza di rapporti sessuali e libagioni alcooliche. Prese anche l'abitudine di pernottare in albergo, allo scopo di restare lontano dall'atmosfera godereccia che usualmente animava le notti del Continental Circus.
Il 27 maggio, alla Bologna-San Luca, Agostini partecipò con la sua "Settebello" di serie e vinse a tempo di record, conquistando il primo posto assoluto. Tra gli spettatori era presente Alfonso Morini, al quale non sfuggì il significato di quella vittoria, soprattutto in rapporto alla scarsità di mezzi con cui era stata realizzata. Il commendatore si presentò la sera stessa nella pensione dov'era alloggiato Giacomo, offrendogli una moto ufficiale e un ingaggio per la Squadra Corse. Totalmente inattesa, la proposta superava ogni più rosea speranza di Agostini e ricevette subito l'entusiastico assenso del pilota, ma doveva anche essere approvata formalmente dal padre, stante la sua minore età.

### La Moto Morini

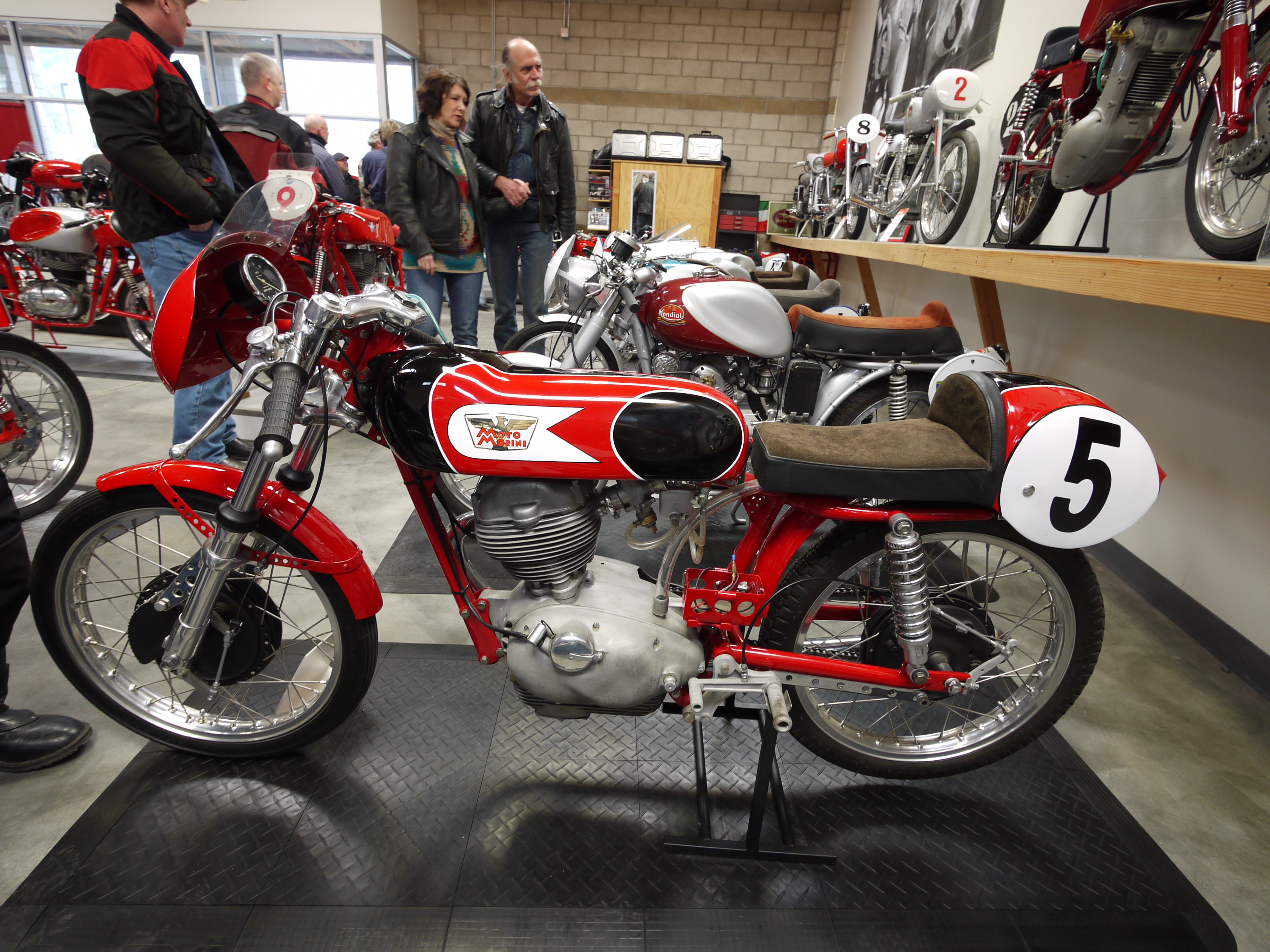
Una Moto Morini 175 Settebello "Aste Corte"

Superato il problema di far firmare il contratto d'ingaggio al sempre più preoccupato genitore, la carriera sportiva di Giacomo Agostini iniziò ad assumere caratteristiche professionali. Ora disponeva di una "Settebello Aste Corte", preparata per lui dal reparto corse Moto Morini, e di un meccanico per l'assistenza in pista. L'unico dubbio che gli restava era il tipo di specialità a cui iscriversi. Nelle corse sui tracciati montani, dove conta molto più l'abilità del pilota che la potenza del motore, aveva sempre ottenuto ottimi risultati, ma con la moto ufficiale avrebbe potuto ben figurare anche nelle gare in circuito. Non sapendosi risolvere, decise di partecipare sia al Campionato Italiano della Montagna, che al Campionato Italiano di Velocità Juniores, conquistandoli entrambi e aggiudicandosi tutte le gare della stagione 1963, all'infuori di due gare del campionato juniores, nelle quali arrivò secondo.
Un tale sfoggio di talento e agonismo, congiuntamente al burrascoso abbandono di Tarquinio Provini per passare alla Benelli, convinse la Moto Morini a promuovere "Ago" come prima guida del reparto corse, schierandolo nel campionato Seniores e nelle "partecipazioni dimostrative" al Motomondiale, in sella alla "250 Bialbero".
Anche il campionato italiano 250 si aggiunse al suo palmarès e inoltre egli si comportò egregiamente nelle sue prime esperienze nel campionato mondiale: dopo aver debuttato al GP delle Nazioni 1963, ritirandosi per la rottura del collettore dello scarico, fece il suo esordio all'estero sul circuito di Solitude (Stoccarda), il 19 luglio 1964, nel GP di Germania Ovest e, successivamente, partecipando al GP delle Nazioni sul circuito di Monza, conquistando il 4º posto in entrambe le gare.
La prima gara internazionale, vinta da Agostini, fu nella classe 250 della prestigiosa Coppa d'oro Shell, svoltasi il 19 aprile 1964 sul Circuito di Imola, dove si misurò con l'ex compagno di squadra Provini e la sua Benelli quadricilindrica. Dopo una gara molto combattuta, vinse Agostini, segnando tempi di gara e sul giro addirittura inferiori a quelli fatti registrare da Jim Redman su Honda, vincitore della "350".
Il ristretto budget destinato dalla Moto Morini al reparto corse, che già era stato causa della mancata vittoria di Provini nella classe 250 per la stagione 1963, non poteva consentire una competitiva partecipazione al campionato mondiale del pilota bergamasco, sul quale molti team avevano ormai messo gli occhi.

### La MV Agusta

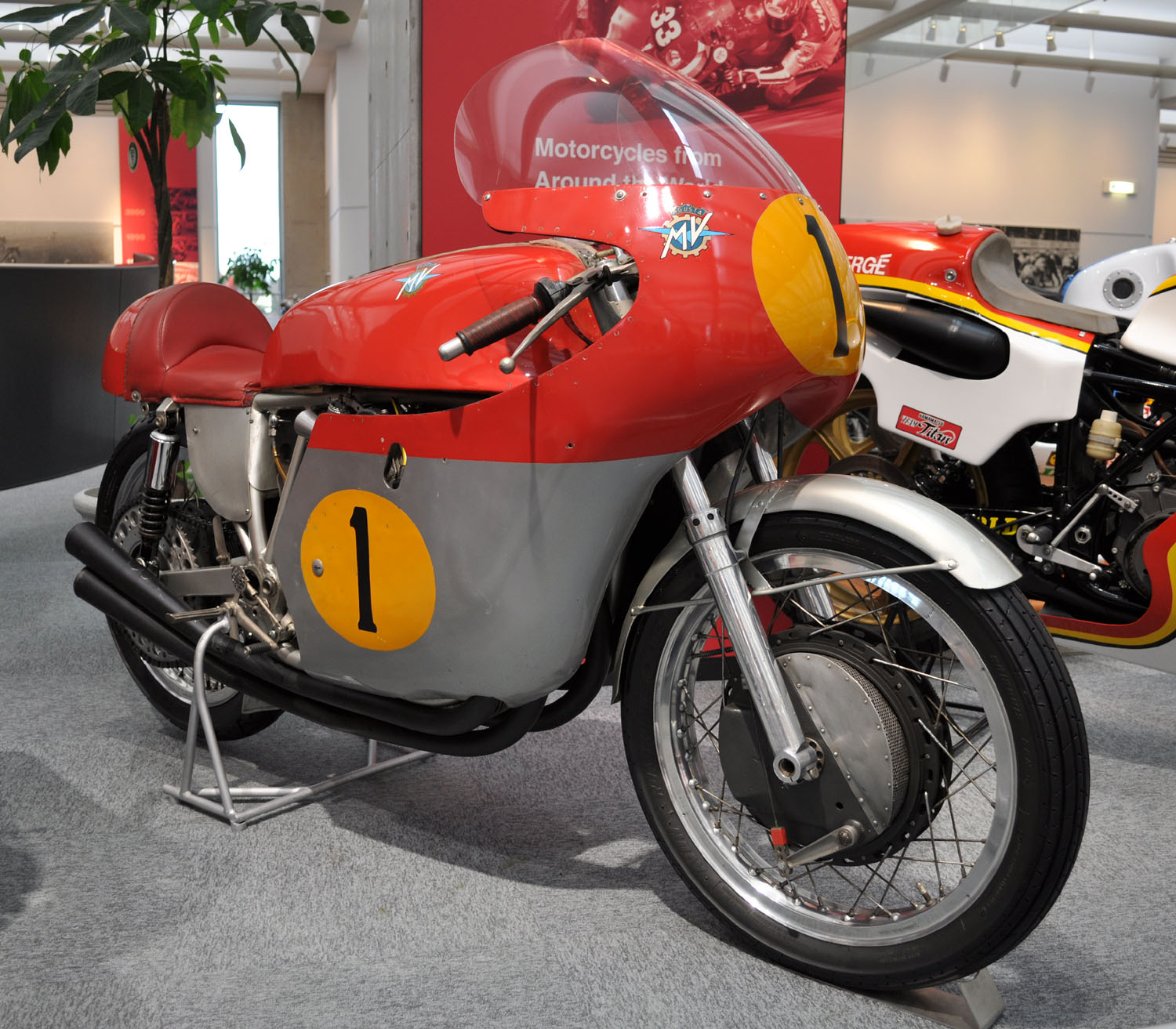
La MV Agusta quadricilindrica del 1965 di Mike Hailwood

Nonostante il forte legame con la Moto Morini, attraverso l'opera mediatrice del conterraneo campione Carlo Ubbiali che lo segnalò al conte Domenico Agusta, Agostini approdò alla MV Agusta, inizialmente con l'incarico di sviluppare la nuova "tre cilindri" e poi come seconda guida nel motomondiale 1965, dove poté competere nelle classi 350 e 500.
Raggiunse la seconda posizione nel campionato, in entrambe le classi; alle spalle del compagno di squadra Mike Hailwood in "500" e alle spalle di Jim Redman e della sua Honda in "350", dopo aver perso l'ultima e decisiva gara in Giappone, a causa dell'improvviso distaccarsi dal condensatore di un filo elettrico male saldato che determinò il ritiro del pilota. L'aver mancato la sua prima conquista mondiale per colpa di un guasto tanto banale e prevedibile, acuì a dismisura l'attenzione di Agostini nei confronti dei particolari tecnici, originandone la leggendaria pignoleria che, per tutta la carriera, gli fece controllare e ricontrollare personalmente ogni minimo dettaglio.

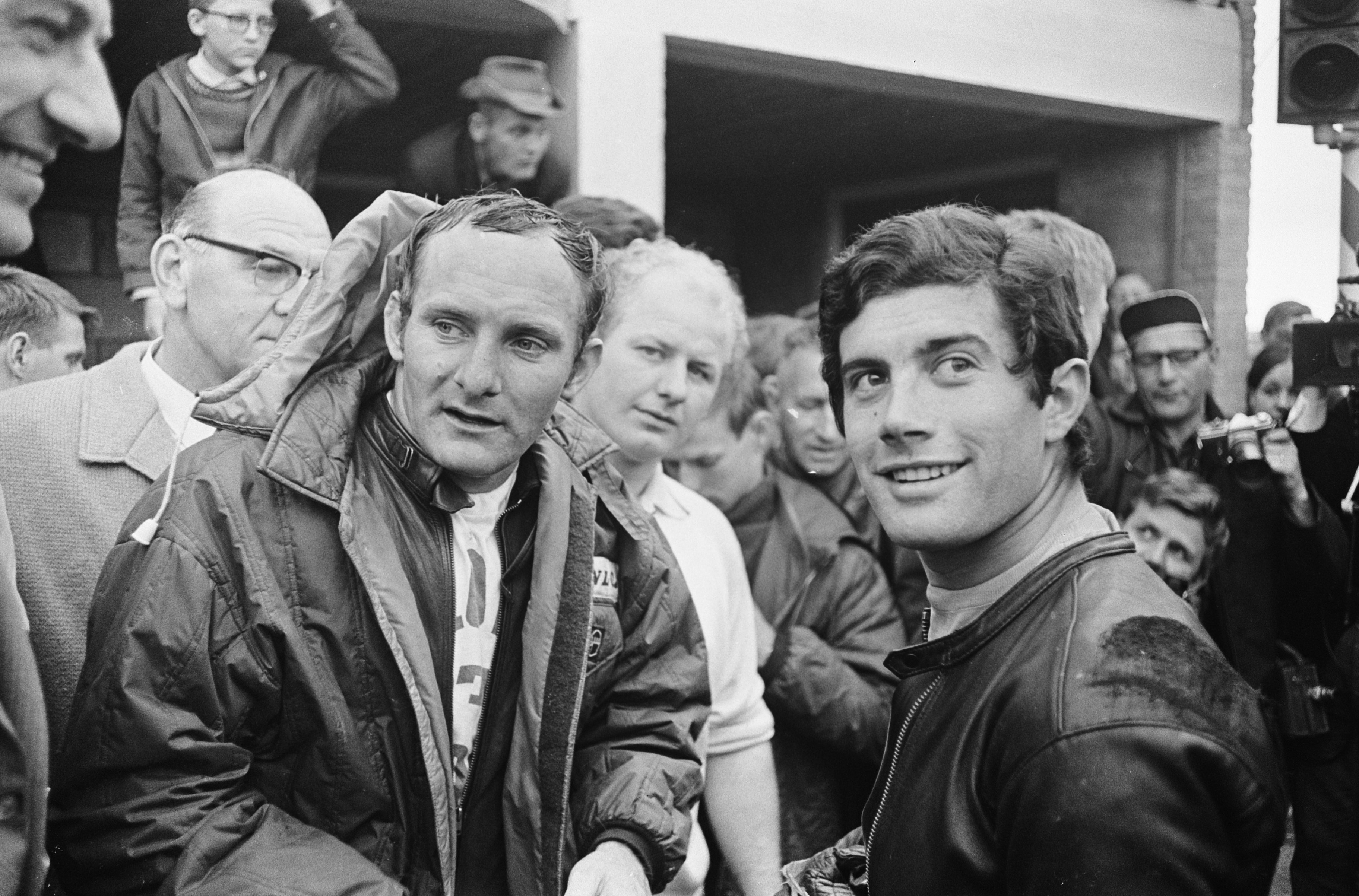
Hailwood e Agostini nel 1967

Al termine del campionato Hailwood abbandonò la MV Agusta per la Honda e le successive stagioni furono caratterizzate da una serie di duelli epici tra i due piloti, ex compagni di squadra. Nel 1966 Agostini conquistò la vittoria nella classe 500, davanti all'inglese, ed Hailwood si aggiudicò la classe 350, davanti all'italiano. L'epilogo del campionato, conclusosi a Monza l'11 settembre, risultò entusiasmante. Hailwood decise di non partecipare alla gara delle "350", avendo già un notevole vantaggio, e di concentrarsi sulla gara delle "500". Agostini, invece, partecipò alla "350", pur non avendo alcuna speranza per la classifica finale, e la vinse, anche doppiando il secondo arrivato, Renzo Pasolini. Nella "500" Agostini partì male, ma recuperò giro dopo giro, fino a riprendere e superare Hailwood, aggiudicandosi la gara e il titolo iridato.
L'anno successivo, davanti al pubblico strabocchevole che riempiva i circuiti, richiamato da questo forte dualismo, si svolse un'altra stagione dai titoli iridati contesi fino all'ultima gara e che vide rinnovarsi la situazione precedente, con Agostini 1º in "500" e 2º in "350" e Hailwood 1º in "350" e 2º in "500". Curiosamente, nella classe 500 i due ottennero gli stessi punti (46 a testa, al netto degli scarti), con eguale numero di vittorie (cinque), ma il titolo fu assegnato ad Agostini in virtù del maggior numero di secondi posti conquistati nelle dieci gare disputate: tre contro i due dell'inglese (contando anche gli scarti). Al riguardo, bisogna sfatare una diffusa leggenda, spacciata per vera in molte biografie, che per la prima e unica volta nella storia del motociclismo, fosse stata applicata la "regola del più giovane" e che il titolo fosse stato assegnato ad Agostini in quanto pilota di età inferiore, avendo due anni meno di Hailwood.

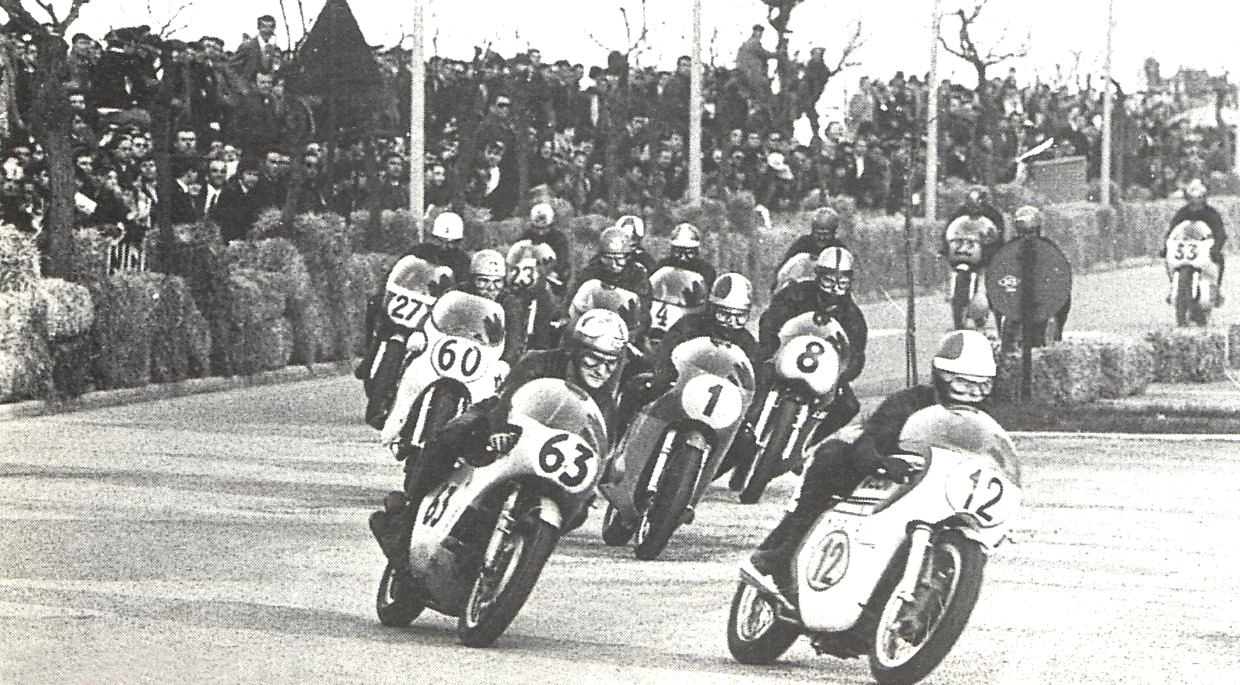
Agostini (n.1) durante la Temporada Romagnola del 1969

Al termine della stagione 1967, la Honda annunciò il suo momentaneo ritiro, dichiarandosi però disposta a sborsare ugualmente l'ingaggio di Hailwood, purché non cambiasse squadra. La proposta venne accettata dal pilota inglese che decise di prendersi un anno sabbatico e rifiutò le molte offerte ricevute. Il ritiro della Honda non fu così "momentaneo" (ritornerà a competere nel motomondiale 1979) e, comunque, Hailwood decise di tentare l'avventura in Formula 1, riapparendo nelle competizioni motociclistiche in saltuarie occasioni. Fu così che, in modo del tutto inatteso, Agostini e la MV Agusta rimasero orfani degli avversari più temibili e, nel quinquennio sportivo dal 1968 al 1972, collezionarono una serie impressionante di vittorie che fruttarono 10 titoli mondiali piloti e 10 titoli mondiali costruttori, nelle classi "350" e "500".
Gli sforzi tecnici di molti costruttori come Aermacchi, Benelli, Bultaco, Husqvarna, Kawasaki, LinTo, Paton, Matchless, Norton, Triumph, Suzuki e Yamaha, non riuscirono minimamente a scalfire il binomio Ago-MV che conquistò 82 dei 102 gran premi disputati nelle classi "350" e "500" in quel lustro, dividendo il pubblico tra i sostenitori del prevalente merito di Agostini come pilota e coloro che attribuivano le vittorie alla superiorità tecnica della moto.

#### Gli attriti con la MV Agusta e il rifiuto del TT
L'enorme popolarità e prestigio del pilota risultavano piuttosto fastidiosi per la MV Agusta che, nel tentativo di ridimensionarne la figura, già nel 1970 aveva affiancato ad Agostini un compagno aggressivo e di alto valore tecnico, come Angelo Bergamonti, anche incaricato di portare avanti lo sviluppo del nuovo motore "350 sei cilindri" che Agostini aveva bocciato senza appello. Purtroppo, durante la prova di Riccione della temporada, che precedeva il motomondiale, Bergamonti perì in un incidente di gara sul circuito cittadino allagato e sotto una pioggia battente. La stagione del 1971 fu davvero trionfale per Ago che riuscì a conquistare i mondiali della "350" e della "500" con tre gare d'anticipo sulla chiusura dei campionati e, con i 10 titoli iridati, a scavalcare Hailwood e Ubbiali, raggiungendo la vetta della speciale classifica di piloti per numero di titoli mondiali vinti.

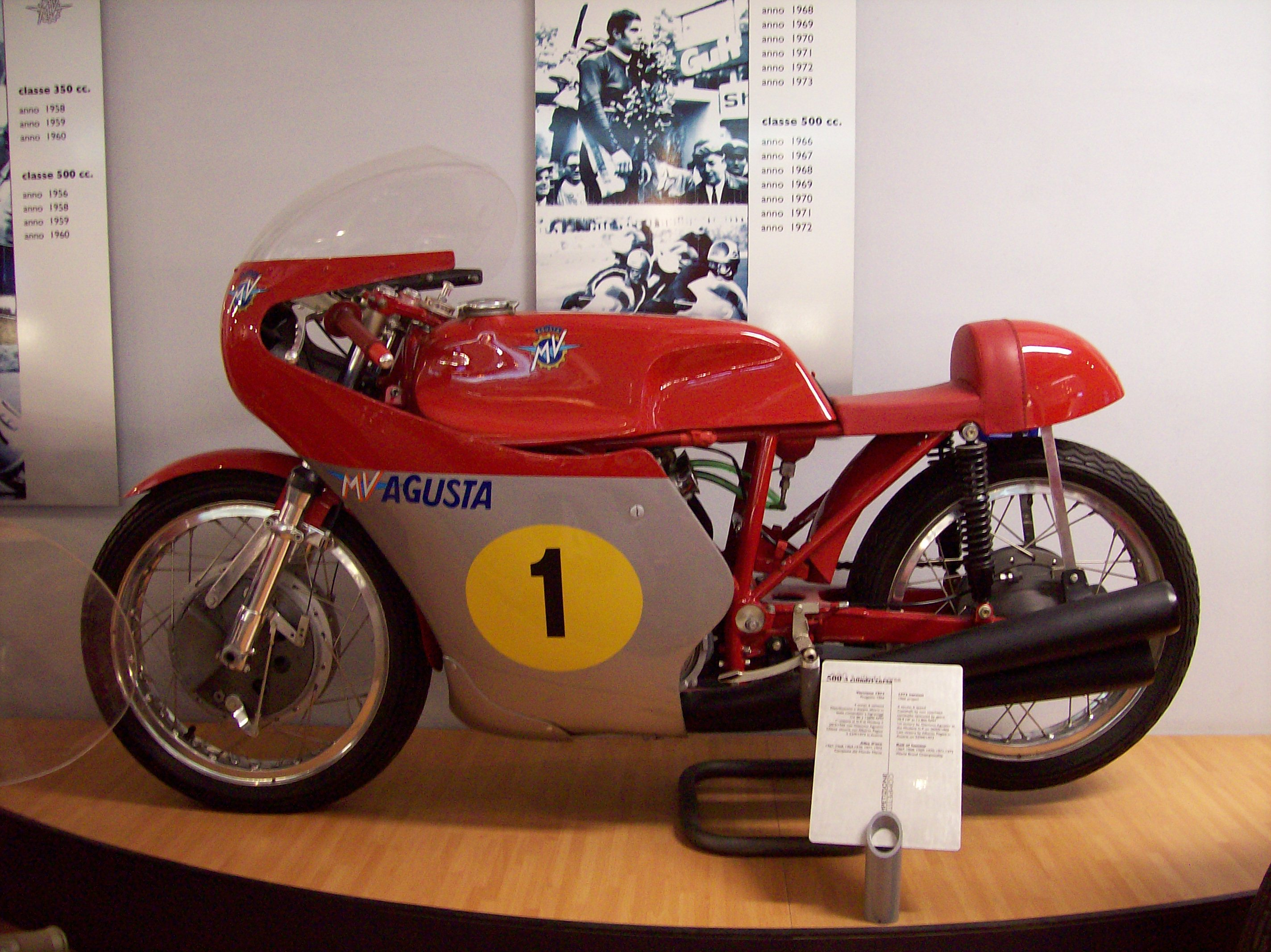
La MV Agusta 500 tricilindrica bialbero del 1972 di Agostini

Il South African Tourist Trophy, svoltosi sul Circuito Roy Hesketh di Pietermaritzburg, il 23 gennaio 1972, fu particolarmente duro a causa del gran caldo e giunsero al traguardo solo 5 dei 33 concorrenti partiti. Dopo una gara estenuante, vinse Agostini su MV Agusta 500 3C, davanti alla Suzuki Titan Daytona di Barry Sheene e alla Kawasaki H1RA di Kork Ballington. Nonostante la calura, Agostini dovette tornare in albergo ancora inguainato nella sua tuta di pelle, perché durante la gara ignoti ladruncoli avevano provveduto a rubargli i vestiti e gli effetti personali.
Sempre nel 1972 gli venne affiancato Alberto Pagani che non costituì una seria minaccia per la sua leadership. Quest'ultima stagione segnò particolarmente il pilota bergamasco per la morte dell'amico Gilberto Parlotti, durante il Tourist Trophy. Al termine della gara, pur essendo quello il suo circuito preferito, nel quale aveva già trionfato 10 volte, Agostini si fece portavoce del malumore che serpeggiava tra i colleghi, rilasciando pesanti dichiarazioni circa le responsabilità della federazione sportiva nell'utilizzare un tracciato tanto pericoloso e affermando che si sarebbe astenuto dal partecipare alle edizioni successive. Le reazioni della FIM, delle case motociclistiche e della stampa sportiva, che vedevano minacciata la gara più seguita e con elevati interessi pubblicitari, furono durissime. Agostini, pur pungolato dalla stampa, non entrò nella furiosa polemica seguita alle sue dichiarazioni e questo comportamento fu interpretato come ripensamento, ma egli non si presentò più al Gran Premio dell'Isola di Man, anche nelle stagioni in cui tale gara avrebbe potuto essere determinante per la classifica del campionato mondiale. Incoraggiati dal suo esempio, anno dopo anno, anche altri piloti seguirono la sua decisione, impoverendo la griglia di partenza, finché il Tourist Trophy non fu cancellato dal motomondiale nel 1977.
Dopo la scomparsa del conte Domenico Agusta, avvenuta nel 1971, per il campionato del 1973 la nuova gestione aziendale decise di reclutare un pilota altamente competitivo da affiancare ad Agostini, scegliendo il pluricampione mondiale Phil Read, al quale venne affidata la "500" vincente, mentre ad Agostini fu assegnato un prototipo sperimentale con cilindrata ridotta, derivante da un'evoluzione della "350".
Nella seconda parte della stagione '72 la stampa internazionale aveva dato quasi per certo il prossimo passaggio di Ago alla Benelli, dopo la prova delle nuove 4 cilindri 350 e 500 a Pesaro, corroborata dal sostanzioso ingaggio di 70 milioni di lire, offerto da Alejandro de Tomaso. Anche se smentite da Agostini, le ipotesi di un suo abbandono della MV trovavano fondamento e linfa nelle indiscrezioni dell'entourage, nell'atteggiamento distaccato dei comunicati aziendali e in alcuni "segnali" inviati dal pilota stesso come, ad esempio, la sostituzione della sua "Dino Coupé" con una "De Tomaso Pantera GTS", nel settembre 1972. La notizia venne interpretata dalla stampa come una premessa all'accordo per il binomio Benelli-Ago, ma le ipotesi furono smentite dai fatti.
La stagione del 1973 - ricordata come l'annus horribilis nella storia del motociclismo mondiale, a causa della tragedia di Monza dove persero la vita Renzo Pasolini e Jarno Saarinen - fu particolarmente pesante per il pilota bergamasco. La moto sperimentale collezionò una tale serie di rotture che Agostini riuscì a raggiungere il traguardo solo in 4 gare su 11 nel campionato delle 500. I 57 punti racimolati in quelle 4 prove, 3 vittorie e un 2º posto, gli furono a malapena sufficienti per apparire 3º nella classifica finale della "500", alle spalle del vittorioso compagno di squadra Read e del 2º classificato Kim Newcombe, alfiere della König.

### La Yamaha
Per questi attriti e per aver capito l'inevitabile declino del motore a quattro tempi, Agostini decise di prendere in considerazione le offerte d'ingaggio inviategli da Yamaha, Suzuki e Kawasaki. Scelse la Yamaha, della quale aveva rifiutato un'offerta, nel 1971, che si disse principesca.
Il 4 dicembre 1973, Agostini convocò a Milano la prima conferenza stampa della sua vita, dove a fianco del direttore sportivo Yamaha Rod Gould e davanti a una straripante folla di giornalisti italiani ed esteri, annunciò la rottura con la casa italiana e l'accordo con la giapponese. Il pilota bergamasco aveva posto a Gould, quale condicio sine qua non, la possibilità di portare con sé Arturo Magni e i suoi meccanici del reparto corse MV. Ma nessuno di loro accettò la proposta di seguirlo. Ago firmò un contratto per due stagioni con la Yamaha, a fronte di un ingaggio che la stampa specializzata ipotizzava nella cifra, strabiliante per l'epoca, di 150 milioni di lire; in realtà si trattava di 200 000 yen annui, pari a 300 milioni a stagione. Dall'inverno 1973 alla primavera 1974, come da contratto, Agostini si trasferì in Giappone per contribuire allo sviluppo della Yamaha YZR500 0W20, facendo apportare numerose migliorie, soprattutto alla ciclistica.
La rottura del connubio durato quasi un decennio suscitò discussioni giornalistiche a non finire. La stampa generalista poneva l'accento sul "tradimento" di Agostini, vendutosi allo "straniero", mentre la stampa specialistica esprimeva incertezza sui futuri risultati sportivi, dovuta al fatto che il pilota italiano non aveva esperienza con le moto a due tempi; tipologia che, secondo molti esperti, non si confaceva al suo stile di guida composto e regolare. Tutti attendevano il nuovo binomio Ago-Yamaha alla prova dei fatti.

#### Ago-Dago a Daytona

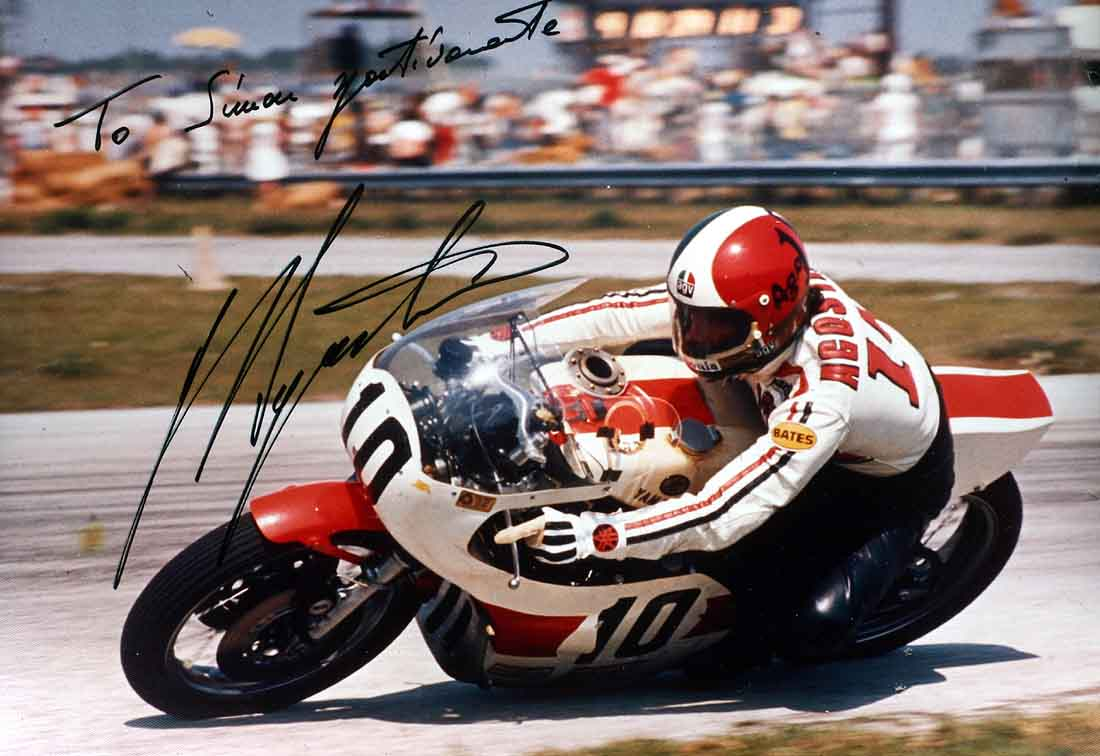
Agostini alla 200 Miglia di Daytona del 1975

L'esordio sportivo con la Yamaha avvenne il 10 marzo 1974 alla 200 miglia di Daytona, una gara prestigiosa e particolarmente combattuta per il grande ritorno d'immagine che la vittoria procurava sul ricco e ambìto mercato nordamericano. La partecipazione del campione italiano sollevò reazioni sgradevoli da parte della stampa statunitense che, in articoli tesi a dimostrare la netta superiorità del piloti locali, apostrofava Agostini con epiteti derisori come "Ago-Daisy" (Ago la margherita), riferendosi alla sua fama da playboy, o apertamente xenofobici come "Ago-Dago", magnificando invece le funamboliche qualità del campione USA Kenny Roberts, il quale pronosticò:
Agostini, come al suo solito, mostrò di ignorare le provocazioni e trascorse la settimana di preparazione e prove passeggiando la mattina lungo il percorso in ciabatte e calzoni corti, con aria da innocuo turista. In realtà esaminava la pista palmo a palmo, studiando le traiettorie e le staccate dei concorrenti in prova. Nei primi pomeriggi, quando il caldo diventava soffocante, indossava la tuta in pelle e correva per un'ora sotto il sole, allo scopo di acclimatarsi. Il resto del tempo lo passava con i meccanici Yamaha a controllare e ricontrollare ogni collegamento e bullone, mettendo a dura prova con la sua pignoleria la proverbiale precisione giapponese.
Anche durante le qualifiche mantenne un basso profilo, classificandosi 5º. Nel giorno della gara, però, il pubblico statunitense ebbe modo di conoscere il vero volto del pilota bergamasco, che nulla aveva a che fare con l'immagine inoffensiva e svagata dei giorni precedenti. Agostini impose un ritmo elevatissimo, al limite della tenuta fisica, che mantenne per i 52 giri della gara, costringendo i concorrenti, non dotati della sua regolarità di guida, ad un maggior consumo di carburante, pneumatici e organi meccanici. Ago si aggiudicò la vittoria con largo distacco sul compagno di marca Roberts, secondo arrivato, che, dopo aver inutilmente tentato di stargli al passo, dichiarò:
Fu una prova di resistenza davvero notevole, anche in considerazione dei suoi 32 anni: in quell'occasione la cerimonia della premiazione subì un forte ritardo, dovuto al fatto che Ago era disteso sul divano della sala stampa, provvidenzialmente assistito dal dottor Claudio Costa e impossibilitato a muoversi per lo sforzo fisico. Il giorno seguente, gli epiteti "Ago-Dago" e "Ago-Daisy" scomparvero dai giornali.

#### Gli ultimi titoli iridati

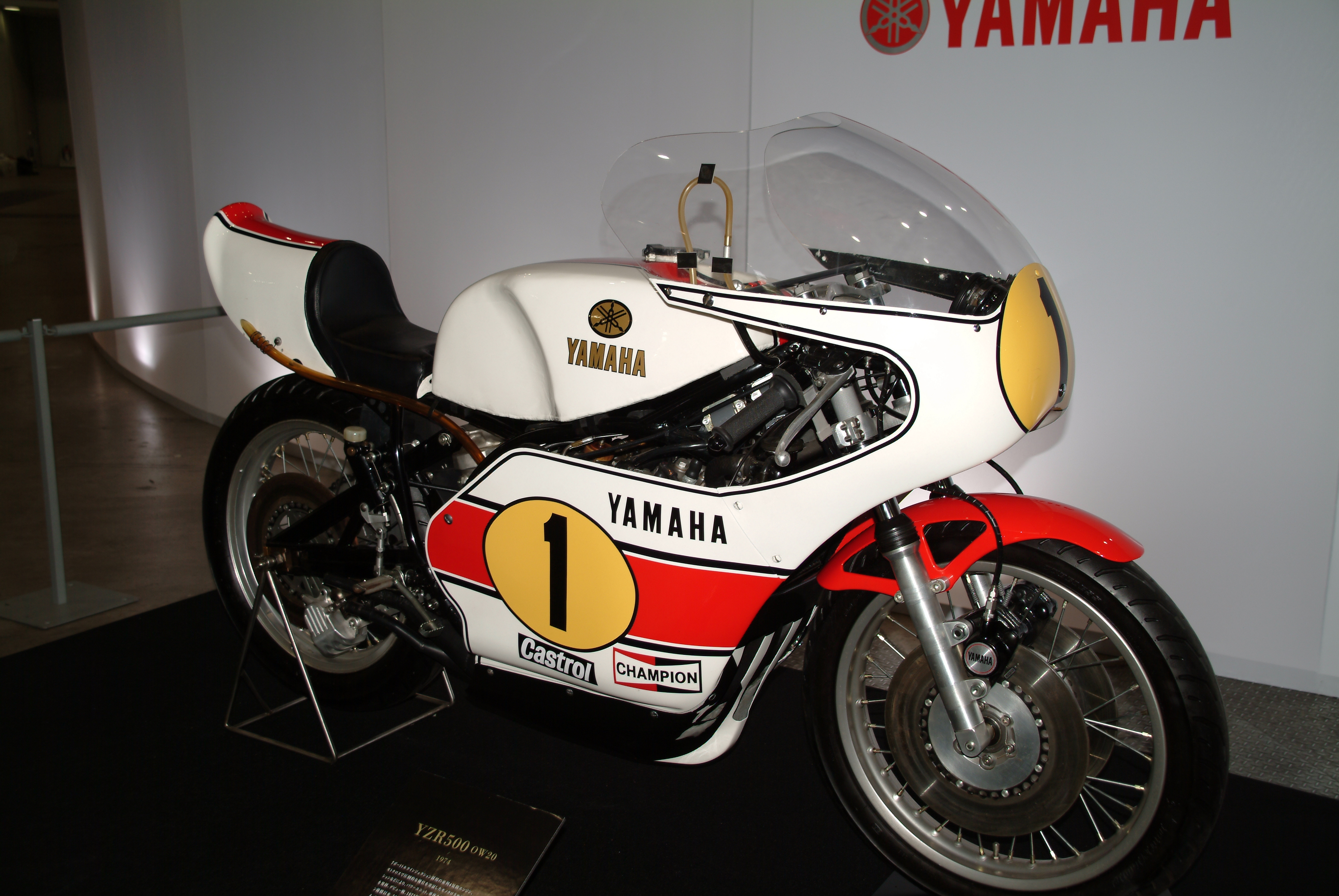
La Yamaha YZR500 0W20 del 1974 di Agostini.

Tornato in Europa, sempre in sella alla Yamaha TZ 750, due settimane più tardi partecipò e vinse la 200 miglia di Imola, riconfermando il suo eccellente stato di forma. Nonostante i buoni auspici, la stagione del 1974 si rivelò piuttosto tribolata per Agostini. La classe 500 fu conquistata dalla MV Agusta di Phil Read, anche grazie ad una serie di sfortunate coincidenze occorse ad Ago e alla sua Yamaha.
La più celebre avvenne al Gran Premio delle Nazioni di Imola dove, trovandosi primo con largo margine e incitato dal pubblico in delirio, Agostini inanellò una serie impressionante di giri-record nel tentativo di doppiare il rivale Read, in quarta posizione. Non appena iniziato l'ultimo giro, la 0W20 di Agostini rimase senza carburante. L'intoppo più grave, però, accadde sul circuito di Anderstorp, durante il Gran Premio di Svezia, nel quale Agostini incorse in una delle pochissime cadute della sua carriera, procurandosi una frattura alla clavicola che compromise la seconda parte del campionato. Il pilota bergamasco si consolò con la conquista del titolo mondiale nella classe 350.
Nel campionato del 1975 l'attenzione del pubblico e della stampa fu catalizzata dalla lotta in classe 500 tra la Yamaha di Agostini e la MV Agusta di Read, che si concluse con la conquista del 15º e ultimo titolo iridato da parte del pilota italiano. La grande novità dell'anno, però, erano i giovani piloti, per i quali la Yamaha, con una politica mai vista fino ad allora, mise a disposizione decine di moto competitive, occupando gli spazi lasciati liberi dalle tante case inglesi, tedesche, cecoslovacche e italiane che si erano ritirate dalle gare.

### Le stagioni conclusive in moto

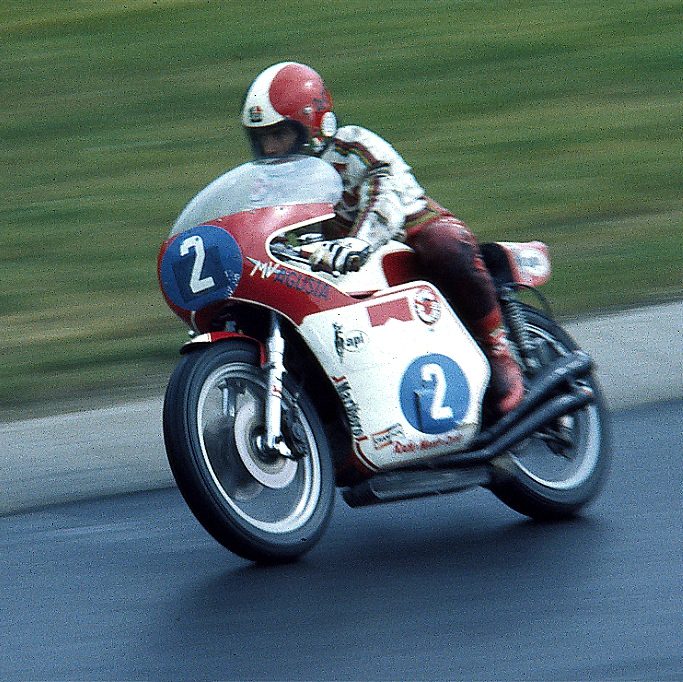
Agostini al Nürburgring, nel 1976, con la MV Agusta 350 4 cilindri

Per la stagione del 1976 il campione del mondo e la Yamaha non riuscirono a raggiungere un accordo. Per la casa giapponese, molto impegnata sul fronte delle competizioni statunitensi e troppo sicura delle proprie potenzialità, fu un vero disastro; in quell'anno riuscì a conquistare solamente il titolo costruttori nella classe 350. Agostini rimase indeciso se accettare l'offerta della Suzuki o se tornare a correre con le MV Agusta.
L'azienda varesina, infatti, aveva deciso di ritirarsi dalle competizioni e il reparto corse richiamava a gran voce Agostini per guidare una sorta di "ultima stagione autogestita". L'impresa si mostrava irragionevole, data l'assenza di sviluppo delle MV Agusta e la superiorità tecnologica dei motori a due tempi, ormai incontrovertibile. Tuttavia, l'antica amicizia con Arturo Magni, il significato patriottico e la "componente romantica" della sfida, fecero propendere Agostini ad assumere la gestione del vecchio reparto corse, pur accettando, prudenzialmente, la disponibilità di un esemplare di "XR-14" dalla Suzuki, che utilizzò nei GP d'Italia, Olanda, Belgio, Finlandia e Cecoslovacchia, ottenendo due pole position al Mugello e ad Imatra, ma senza ottenere mai punti con la casa giapponese, poiché chiuse tutte e cinque le gare con un ritiro.
Nell'occasione, Agostini mise in luce inaspettate doti manageriali, riuscendo a surrogare il sostegno dell'ormai smantellata MV Agusta con importanti finanziamenti di note aziende multinazionali che diedero modo di creare il team API-Marlboro, incorporando tutti i meccanici e tecnici del reparto corse MV. I risultati furono deludenti, se si eccettuano le ultime storiche vittorie delle MV Agusta: nella classe 350 ad Assen e nella classe 500 al Nürburgring. In verità, almeno per la classe inferiore, la vecchia "350 4 cilindri" era stata ben sviluppata dal reparto corse, ottenendo una moto altamente competitiva.
La scarsa qualità delle componenti elettriche ed elettroniche, però, fu causa di una continua serie di ritiri, spesso avvenuti quando il pilota italiano era in testa. Durante la stagione successiva, si aggiudicò l'ultimo dei suoi 18 titoli nazionali e vinse la sua ultima gara iridata, conquistando il gran premio conclusivo della Formula 750, sul circuito di Hockenheim, in sella alla Yamaha TZ 750, il 25 settembre 1977. Data la situazione, Agostini usò il tradizionale messaggio d'auguri natalizio alla stampa per comunicare il ritiro dal motomondiale, contemporaneamente annunciando l'intenzione di dedicarsi alle competizioni automobilistiche.

### Le automobili
Il primo contatto con le automobili da competizione avvenne nel periodo di riposo sportivo tra le stagioni motociclistiche 1966 e 1967, quando Enzo Ferrari convocò sulla pista di Modena tre giovani piloti per testare le loro capacità di guida, a bordo di una Ferrari Dino 206 S Berlinetta. Il terzetto era formato da Giacomo Agostini, Andrea De Adamich e Ignazio Giunti. Agostini ottenne i tempi migliori e ricevette una proposta d'ingaggio dal Drake per correre nella sua scuderia, condizionato però al totale abbandono delle corse motociclistiche.
Giacomo prese tempo per decidere e, quando la stampa dell'epoca già dava per imminente il suo passaggio alla Ferrari, rinunciò all'offerta e preferì proseguire con la MV Agusta.
Terminata la carriera da motociclista, il passaggio alle quattro ruote, probabilmente, fu per Agostini un modo per sfruttare al meglio la sua popolarità sportiva e, contemporaneamente, per rendere meno amaro l'abbandono dell'attività agonistica. La scomparsa dai circuiti della MV Agusta e delle principali case europee, aveva spostato l'attenzione del pubblico (e degli sponsor) verso le gare automobilistiche che, in quegli anni, vivevano stagioni particolarmente appassionanti e combattute. Inoltre, con i suoi 36 anni, non poteva certo sperare in una carriera automobilistica di alto livello.
Sempre sponsorizzato dalla Marlboro che aveva finanziato le ultime due stagioni in moto, per la quale era ormai uno degli uomini-immagine a livello mondiale, Giacomo Agostini partecipò al campionato di Formula 2 del 1978, alla guida di una Chevron B42 motorizzata BMW, per passare alla Formula 1 Aurora, nelle due stagioni successive, a bordo della Williams FW06.
Se i risultati economici furono soddisfacenti, non altrettanto si può dire di quelli sportivi, che si limitarono a qualche podio. Al termine della stagione 1980, nella quale si classificò 5º, Agostini decise di ritirarsi definitivamente dalle competizioni.

### Direttore sportivo

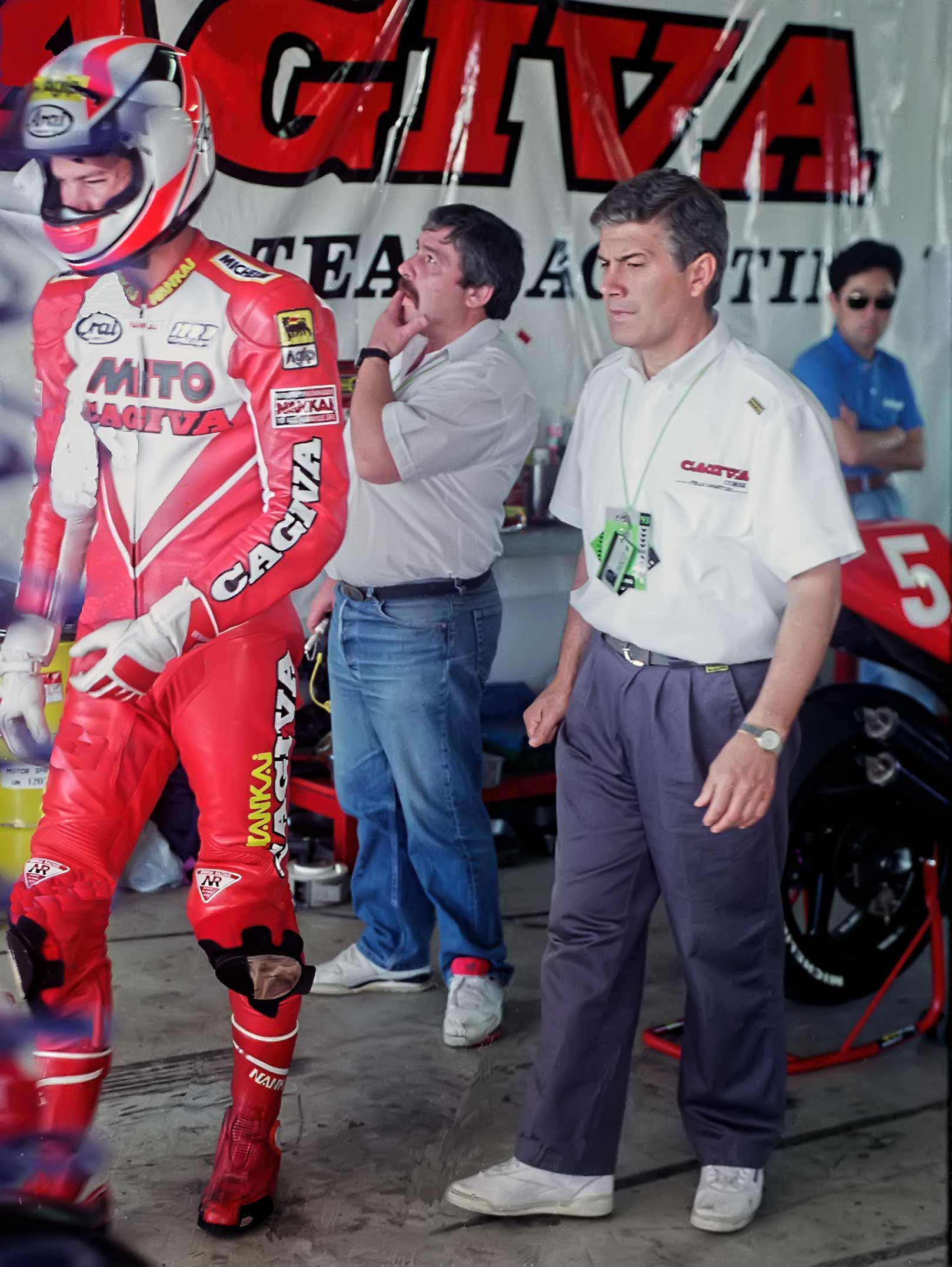
Agostini (a destra) direttore sportivo di Cagiva nel 1993, accanto al suo pilota Doug Chandler.

Il 1981 fu un anno sabbatico per il pilota bergamasco, nel corso del quale ricevette alcune proposte dagli sponsor che, nell'anno successivo, sfociarono in un ritorno al motomondiale, come direttore sportivo del Team Marlboro-Yamaha.
Nel nuovo incarico di team manager, protrattosi per quattordici stagioni consecutive, Agostini poté mettere a frutto la propria esperienza organizzativa e tattica, oltre alla maniacale attenzione per i particolari importanti, che erano stati alla base dei suoi successi. Nei primi undici anni passati alla Yamaha, il suo team riuscì a racimolare il consistente bottino di 6 titoli mondiali in classe 500: tre titoli costruttori (1986, 1987 e 1988) e tre titoli piloti (1984, 1986 e 1988), questi ultimi conquistati dal pupillo Eddie Lawson.
Nel 1992 venne chiamato dalla Cagiva, dove rimase per tre anni, fino al ritiro della casa varesina dalle competizioni. Nel 1995 l'ultima stagione nel motomondiale con il pilota Doriano Romboni.
È nella veste mediaticamente più defilata di manager che Agostini conosce María Ayuso, una ragazza spagnola di El Puerto de Santa María, con la quale si sposa il 18 giugno 1988, e dalla quale avrà i figli Vittoria e Giacomino.

## Oltre le competizioni

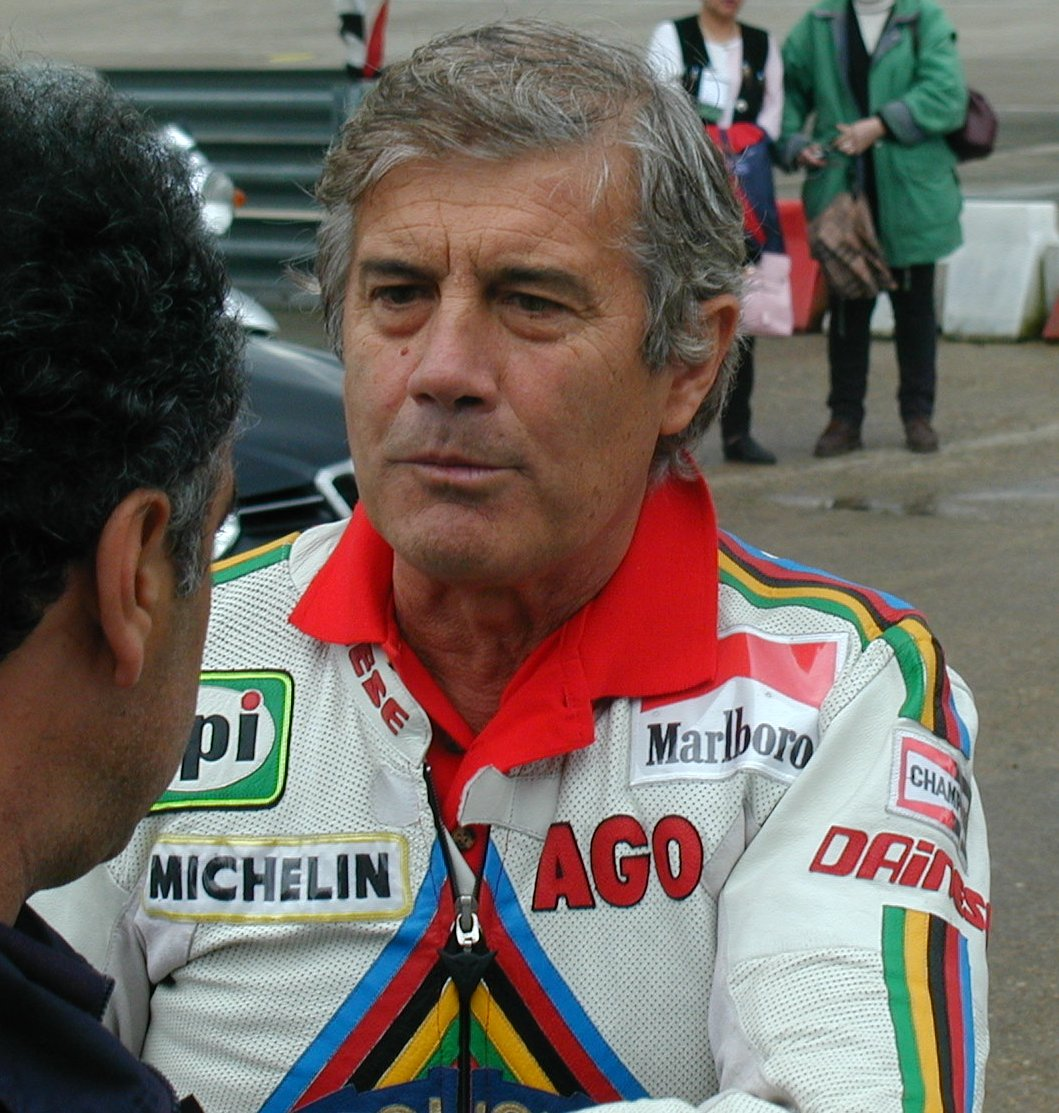
Agostini nel 2003

Agostini fu il primo sportivo italiano a gestire la propria immagine a livello manageriale. Sfruttando la grande popolarità e aiutato dalla sua naturale fotogenia, divenne un personaggio anche in campi diversi da quello motociclistico.
Già dalla fine degli anni sessanta fu un abituale protagonista del gossip nei rotocalchi rosa, che gli attribuirono decine di flirt con attrici, modelle e star dello spettacolo, tra cui l'attrice tedesca Karin Schubert. Interpretò poi fotoromanzi e film e fece da testimonial per importanti aziende, riempiendo la tuta di etichette degli sponsor e prestando il volto a numerose campagne pubblicitarie.
In campo cinematografico nel 1971 ricevette un'offerta da Pietro Germi come protagonista. Nonostante l'occasione fosse allettante per il sostanzioso cachet e per il prestigio del regista, Agostini rifiutò quando seppe che il lungo periodo di lavorazione avrebbe interferito con la sua attività sportiva.
Dal 1971 al 1973 è stato testimonial dell'Anonima Petroli Italiani (API) per la rubrica pubblicitaria televisiva Carosello, nelle prime due serie delle tre cui partecipò intervistava campioni sportivi quali Eddy Ottoz, Omar Sívori e Nicola Pietrangeli.

## Vita privata
Si considera un "cattolico dubbioso". Tuttavia da giovane era particolarmente devoto al culto mariano, tanto che faceva inserire nell'imbottitura del proprio casco una medaglietta della Madonna di Lourdes.

## Filmografia
- Continental Circus, regia di Jérôme Laperrousaz (1969) - nel ruolo di se stesso
- Amore Formula 2, regia di Mario Amendola (1970)
- Bolidi sull'asfalto - A tutta birra!, regia di Bruno Corbucci (1970)
- Formula 1 - Nell'Inferno del Grand Prix, regia di Guido Malatesta (1970)

### Doppiatori
- Pino Colizzi in Amore Formula 2
- Massimo Turci in Formula 1 - Nell'inferno del Grand Prix

## Televisione
Dal 1971 al 1973 partecipa nel ruolo di intervistatore di altri campioni sportivi alla rubrica pubblicitaria televisiva Carosello, pubblicizzando l'olio Apilube e la benzina dell'Api - Anonima Petroli Italiani. Nel 2022 partecipa come concorrente al programma di Alessandro Borghese - Celebrity Chef in onda su TV8.
Nella mini serie finlandese Last to Brake (2024), basata sulla vita del pilota motociclistico Jarno Saarinen, Agostini è interpretato dall'attore milanese Alessandro Fella.

## Risultati nel campionato del mondo
Schema punteggio
Dal 1963 al 1968 i punti venivano assegnati secondo lo schema:
| Posizione | 1º | 2º | 3º | 4º | 5º | 6º |
| Punti     | 8  | 6  | 4  | 3  | 2  | 1  |

Dal 1969 il nuovo schema prevedeva:
| Posizione | 1º | 2º | 3º | 4º | 5º | 6º | 7º | 8º | 9º | 10º |
| Punti     | 15 | 12 | 10 | 8  | 6  | 5  | 4  | 3  | 2  | 1   |

### Classe 250
| 1963 | Classe | Moto        |   |   |    |  |   |   |   |   |    |     |   |   |  | Punti | Pos. |
| ---- | ------ | ----------- | - | - | -- |  | - | - | - | - | -- | --- | - | - |  | ----- | ---- |
| 1963 | 250    | Moto Morini | - | - | AN |  | - | - | - | - | NE | Rit | - | - |  | 0     |      |

| 1964 | Classe | Moto        |   |   |   |  |   |   |   |   |   |    |   |   |  | Punti | Pos. |
| ---- | ------ | ----------- | - | - | - |  | - | - | - | - | - | -- | - | - |  | ----- | ---- |
| 1964 | 250    | Moto Morini | - | - | - |  | - | - | 4 | - | - | NE | 4 | - |  | 6     | 12º  |

| Legenda | 1º posto        | 2º posto            | 3º posto            | A punti      | Senza punti        | Grassetto – Pole position Corsivo – Giro più veloce |
| Legenda | Gara non valida | Non qual./Non part. | Ritirato/Non class. | Squalificato | '-' Dato non disp. | Grassetto – Pole position Corsivo – Giro più veloce |

### Classe 350
| 1965 | Classe | Moto      |    |   |    |    |   |   |    |     |     |  |   |   |   | Punti   | Pos. |
| ---- | ------ | --------- | -- | - | -- | -- | - | - | -- | --- | --- |  | - | - | - | ------- | ---- |
| 1965 | 350    | MV Agusta | NE | 1 | NE | NE | 3 | 3 | NE | Rit | Rit |  | 1 | 1 | 5 | 32 (34) | 2º   |

| 1966 | Classe | Moto      |    |     |   |   |    |   |   |     |   |   |   |   |  | Punti   | Pos. |
| ---- | ------ | --------- | -- | --- | - | - | -- | - | - | --- | - | - | - | - |  | ------- | ---- |
| 1966 | 350    | MV Agusta | NE | Rit | 2 | 2 | NE | 1 | 2 | Rit | 2 | 1 | 1 | - |  | 42 (48) | 2º   |

| 1967 | Classe | Moto      |    |   |    |   |   |    |   |   |    |   |     |    |  | Punti | Pos. |
| ---- | ------ | --------- | -- | - | -- | - | - | -- | - | - | -- | - | --- | -- |  | ----- | ---- |
| 1967 | 350    | MV Agusta | NE | 2 | NE | 2 | 2 | NE | 2 | 7 | NE | 1 | Rit | NE |  | 32    | 2º   |

| 1968 | Classe | Moto      |   |    |   |   |    |   |   |    |   |   |  |  |  | Punti   | Pos. |
| ---- | ------ | --------- | - | -- | - | - | -- | - | - | -- | - | - |  |  |  | ------- | ---- |
| 1968 | 350    | MV Agusta | 1 | NE | 1 | 1 | NE | 1 | 1 | NE | 1 | 1 |  |  |  | 32 (56) | 1º   |

| 1969 | Classe | Moto      |   |   |    |   |   |    |   |   |   |   |  |   |  | Punti    | Pos. |
| ---- | ------ | --------- | - | - | -- | - | - | -- | - | - | - | - |  | - |  | -------- | ---- |
| 1969 | 350    | MV Agusta | 1 | 1 | NE | 1 | 1 | NE | 1 | 1 | 1 | 1 |  | - |  | 90 (120) | 1º   |

| 1970 | Classe | Moto      |   |    |   |   |   |    |   |   |   |   |   |  |  | Punti    | Pos. |
| ---- | ------ | --------- | - | -- | - | - | - | -- | - | - | - | - | - |  |  | -------- | ---- |
| 1970 | 350    | MV Agusta | 1 | NE | 1 | 1 | 1 | NE | 1 | 1 | 1 | 1 | 1 |  |  | 90 (135) | 1º   |

| 1971 | Classe | Moto      |   |   |     |   |    |   |     |   |   |  |     |  |  | Punti | Pos. |
| ---- | ------ | --------- | - | - | --- | - | -- | - | --- | - | - |  | --- |  |  | ----- | ---- |
| 1971 | 350    | MV Agusta | 1 | 1 | Rit | 1 | NE | 1 | Rit | 1 | 1 |  | Rit |  |  | 90    | 1º   |

| 1972 | Classe | Moto      |   |   |   |   |   |     |   |    |     |     |   |   |  | Punti     | Pos. |
| ---- | ------ | --------- | - | - | - | - | - | --- | - | -- | --- | --- | - | - |  | --------- | ---- |
| 1972 | 350    | MV Agusta | 2 | 4 | 1 | 1 | 1 | Rit | 1 | NE | Rit | Rit | 1 | 1 |  | 102 (110) | 1º   |

| 1973 | Classe | Moto      |   |     |     |   |  |  |   |    |   |   |   |  |  | Punti | Pos. |
| ---- | ------ | --------- | - | --- | --- | - |  |  | - | -- | - | - | - |  |  | ----- | ---- |
| 1973 | 350    | MV Agusta | 1 | Rit | Rit | 1 |  |  | 1 | NE | 2 | 2 | 1 |  |  | 84    | 1º   |

| 1974 | Classe | Moto   |   |   |   |   |  |   |    |     |  |    |   |     |  | Punti | Pos. |
| ---- | ------ | ------ | - | - | - | - |  | - | -- | --- |  | -- | - | --- |  | ----- | ---- |
| 1974 | 350    | Yamaha | 1 | - | 1 | 1 |  | 1 | NE | INF |  | NE | 1 | Rit |  | 75    | 1º   |

| 1975 | Classe | Moto   |   |   |     |     |   |  |   |    |    |   |     |  |  | Punti | Pos. |
| ---- | ------ | ------ | - | - | --- | --- | - |  | - | -- | -- | - | --- |  |  | ----- | ---- |
| 1975 | 350    | Yamaha | 2 | 1 | Rit | Rit | 2 |  | 4 | NE | NE | 2 | Rit |  |  | 59    | 2º   |

| 1976 | Classe | Moto      |     |     |     |     |  |   |    |    |     |   |   |   |  | Punti | Pos. |
| ---- | ------ | --------- | --- | --- | --- | --- |  | - | -- | -- | --- | - | - | - |  | ----- | ---- |
| 1976 | 350    | MV Agusta | Rit | Rit | Rit | Rit |  | 1 | NE | NE | Rit | - | - | - |  | 15    | 15º  |

| 1977 | Classe | Moto   |  |    |   |     |     |    |     |     |    |    |     |    |     | Punti | Pos. |
| ---- | ------ | ------ |  | -- | - | --- | --- | -- | --- | --- | -- | -- | --- | -- | --- | ----- | ---- |
| 1977 | 350    | Yamaha |  | AN | 2 | Rit | Rit | 11 | Rit | Rit | NE | 13 | Rit | 10 | Rit | 13    | 18º  |

| Legenda | 1º posto        | 2º posto            | 3º posto            | A punti      | Senza punti        | Grassetto – Pole position Corsivo – Giro più veloce |
| Legenda | Gara non valida | Non qual./Non part. | Ritirato/Non class. | Squalificato | '-' Dato non disp. | Grassetto – Pole position Corsivo – Giro più veloce |

### Classe 500
| 1965 | Classe | Moto      |   |   |    |    |     |   |   |   |   |  |   |   |    | Punti   | Pos. |
| ---- | ------ | --------- | - | - | -- | -- | --- | - | - | - | - |  | - | - | -- | ------- | ---- |
| 1965 | 500    | MV Agusta | - | 2 | NE | NE | Rit | 2 | 2 | 2 | 2 |  | 1 | 2 | NE | 38 (44) | 2º   |

| 1966 | Classe | Moto      |    |   |    |   |   |     |   |   |   |   |   |    |  | Punti   | Pos. |
| ---- | ------ | --------- | -- | - | -- | - | - | --- | - | - | - | - | - | -- |  | ------- | ---- |
| 1966 | 500    | MV Agusta | NE | 2 | NE | 2 | 1 | Rit | 2 | 1 | 2 | 2 | 1 | NE |  | 36 (54) | 1º   |

| 1967 | Classe | Moto      |    |   |    |     |   |   |   |   |   |    |   |   |    | Punti   | Pos. |
| ---- | ------ | --------- | -- | - | -- | --- | - | - | - | - | - | -- | - | - | -- | ------- | ---- |
| 1967 | 500    | MV Agusta | NE | 1 | NE | Rit | 2 | 1 | 1 | 2 | 1 | 20 | 1 | 2 | NE | 46 (58) | 1º   |

| 1968 | Classe | Moto      |   |   |   |   |   |   |   |   |   |   |  |  |  | Punti   | Pos. |
| ---- | ------ | --------- | - | - | - | - | - | - | - | - | - | - |  |  |  | ------- | ---- |
| 1968 | 500    | MV Agusta | 1 | 1 | 1 | 1 | 1 | 1 | 1 | 1 | 1 | 1 |  |  |  | 48 (80) | 1º   |

| 1969 | Classe | Moto      |   |   |   |   |   |   |   |   |   |   |  |  |  | Punti     | Pos. |
| ---- | ------ | --------- | - | - | - | - | - | - | - | - | - | - |  |  |  | --------- | ---- |
| 1969 | 500    | MV Agusta | 1 | 1 | 1 | 1 | 1 | 1 | 1 | 1 | 1 | 1 |  |  |  | 105 (150) | 1º   |

| 1970 | Classe | Moto      |   |   |   |   |   |   |   |    |   |   |   |  |  | Punti    | Pos. |
| ---- | ------ | --------- | - | - | - | - | - | - | - | -- | - | - | - |  |  | -------- | ---- |
| 1970 | 500    | MV Agusta | 1 | 1 | 1 | 1 | 1 | 1 | 1 | NE | 1 | 1 | 1 |  |  | 90 (150) | 1º   |

| 1971 | Classe | Moto      |   |   |   |   |   |   |    |   |   |  |     |  |  | Punti    | Pos. |
| ---- | ------ | --------- | - | - | - | - | - | - | -- | - | - |  | --- |  |  | -------- | ---- |
| 1971 | 500    | MV Agusta | 1 | 1 | 1 | 1 | 1 | 1 | NE | 1 | 1 |  | Rit |  |  | 90 (120) | 1º   |

| 1972 | Classe | Moto      |   |   |   |   |   |     |   |   |   |   |   |   |   | Punti     | Pos. |
| ---- | ------ | --------- | - | - | - | - | - | --- | - | - | - | - | - | - | - | --------- | ---- |
| 1972 | 500    | MV Agusta | 1 | 1 | 1 | 1 | 1 | Rit | 1 | 1 | 1 | 1 | 1 | 1 | - | 105 (165) | 1º   |

| 1973 | Classe | Moto      |     |     |     |    |  |    |     |   |   |   |   |  |  | Punti | Pos. |
| ---- | ------ | --------- | --- | --- | --- | -- |  | -- | --- | - | - | - | - |  |  | ----- | ---- |
| 1973 | 500    | MV Agusta | Rit | Rit | Rit | AN |  | NP | Rit | 1 | 1 | 2 | 1 |  |  | 57    | 3º   |

| 1974 | Classe | Moto   |     |  |   |     |  |   |   |     |  |   |    |    |  | Punti | Pos. |
| ---- | ------ | ------ | --- |  | - | --- |  | - | - | --- |  | - | -- | -- |  | ----- | ---- |
| 1974 | 500    | Yamaha | Rit |  | 1 | Rit |  | 1 | 2 | Rit |  | 6 | NE | NE |  | 47    | 4º   |

| 1975 | Classe | Moto   |   |    |     |   |   |  |   |     |     |   |   |    |  | Punti | Pos. |
| ---- | ------ | ------ | - | -- | --- | - | - |  | - | --- | --- | - | - | -- |  | ----- | ---- |
| 1975 | 500    | Yamaha | 1 | NE | Rit | 1 | 1 |  | 2 | Rit | Rit | 1 | 2 | NE |  | 84    | 1º   |

| 1976 | Classe | Moto             |   |   |     |    |  |     |     |  |     |     |   |    |  | Punti | Pos. |
| ---- | ------ | ---------------- | - | - | --- | -- |  | --- | --- |  | --- | --- | - | -- |  | ----- | ---- |
| 1976 | 500    | MV Agusta/Suzuki | 5 | 6 | Rit | NE |  | Rit | Rit |  | Rit | Rit | 1 | NE |  | 26    | 7º   |

| 1977 | Classe | Moto   |  |    |     |   |    |   |    |     |   |   |     |   |   | Punti | Pos. |
| ---- | ------ | ------ |  | -- | --- | - | -- | - | -- | --- | - | - | --- | - | - | ----- | ---- |
| 1977 | 500    | Yamaha |  | NP | Rit | 5 | NE | 2 | NE | Rit | 8 | 9 | Rit | 2 | 9 | 37    | 6º   |

| Legenda | 1º posto        | 2º posto            | 3º posto            | A punti      | Senza punti        | Grassetto – Pole position Corsivo – Giro più veloce |
| Legenda | Gara non valida | Non qual./Non part. | Ritirato/Non class. | Squalificato | '-' Dato non disp. | Grassetto – Pole position Corsivo – Giro più veloce |

## Riconoscimenti
- Nel maggio 2015, una targa a lui dedicata fu inserita nella Walk of Fame dello sport italiano a Roma, riservata agli ex-atleti italiani che si sono distinti in campo internazionale.[25][26]
- Fa parte del comitato sportivo della fondazione Laureus.[27]

## Palmarès
Il suo palmarès si fregia anche di 18 titoli nazionali (16 nel campionato Italiano Velocità, 1 nel campionato Italiano Velocità in Salita e uno juniores) e di un totale di 311 vittorie in gare ufficiali.
- Nella storia del Campionato Mondiale di Velocità, è il pilota che ha conquistato il maggior numero di titoli iridati (e insieme a Hailwood, il pilota che ha vinto più gare iridate (19) in uno stesso anno 1970), vincendo 123 Gran Premi e salendo sul podio in 163 delle 190 gare valide per il titolo mondiale.
- Nella classe 500 ha ottenuto 8 titoli mondiali con 68 vittorie nei GP e, nella "350", 7 mondiali e 54 vittorie nei GP. In "750" ha vinto un solo GP. Nel 1968, nel 1969 e nel 1970 ha vinto tutte le gare delle classi 500 e 350 nel motomondiale.
- Tra i grandi della storia del motociclismo, è l'unico ad aver vinto un numero di titoli (15) superiore al numero delle stagioni disputate (13).
- È l'unico pilota italiano ad aver vinto la 200 Miglia di Daytona.
- È l'ultimo pilota ad aver vinto una gara iridata nelle classi 350 e 500 con moto a quattro tempi.
- È il più anziano pilota ad aver conquistato una gara nella classe 750 del Motomondiale, vincendo in Germania sul circuito di Hockenheim, il 25 settembre 1977.
- Pur essendo stato fra i piloti che lottarono per l'eliminazione del Tourist Trophy dal motomondiale a causa della elevatissima pericolosità di tale circuito, egli in precedenza vi aveva gareggiato vincendo per ben dieci volte.